# Marcos González
Marcos Andrés González Salazar (Rio de Janeiro, 9 giugno 1980) è un ex calciatore cileno, di ruolo difensore.

## Palmarès

### Club

#### Competizioni internazionali
- Coppa Sudamericana: 1

Universidad de Chile: 2011

### Individuale
- Equipo Ideal de América: 1

2011